# Клинт, Хильма аф
Хильма аф Клинт (швед. Hilma af Klint; 26 октября 1862, Карлберг, Сольна — 18 апреля/21 октября 1944, Дандерюд) — шведская художница, одна из первых представителей абстрактной живописи. Её композиции больше близки работам таких художников-абстракционистов, как Кандинский (хотя в основе её работ не лежали идеи абстракционизма). Была членом группы-содружества «Пять» (De Fem) женщин-единомышленниц, разделявших её веру в контакты с так называемыми «духовными учителями», происходившими часто посредством спиритических сеансов. Её картины, иногда напоминающие диаграммы, являются выражением глубокого духовного мировоззрения.
Коллекция абстрактного искусства Хильмы аф Клинт насчитывает более 1200 работ, она принадлежит и находится в распоряжении «Фонда Хильмы аф Клинт» в Стокгольме (Швеция).

## Биография
Хильма аф Клинт была четвёртым из пяти детей Виктора аф Клинта, морского офицера и картографа, и Матильды Зонтаг. Лето семья обычно проводила на своей ферме Ханмора на озере Меларен. В идиллическом окружении этого места Хильма с ранних лет научилась тонко чувствовать и понимать природу, а ассоциативность растительных образов стала вдохновением для её творчества. От своего отца она также унаследовала интерес к математике.
В 1872 году её семья переехала в Стокгольм. После получения среднего образования Хильма училась в Технической школе (ныне Школа прикладного искусства), затем брала уроки портретной и пейзажной живописи и в течение 5 лет (до 1887) продолжала обучение в шведской Королевской Академии художеств. С конца 1889-х годов и до 1908 года работала в собственном ателье в Стокгольме, на Хамнгатан, дом 5, находясь под влиянием экспрессионистской живописи Эдварда Мунка. Художница писала пейзажи, портреты и жанровые полотна, организовывала свои первые выставки. Самостоятельность и финансовая независимость молодой незамужней женщины были необычным явлением для общества того времени.
В 1879—1882 годы регулярно принимала участие в спиритических сеансах одной из христиански ориентированных оккультных групп, которую позже покинула. В 1880 году умерла её младшая сестра Хермина, и с того момента духовная сторона жизни приобрела для Хильмы наивысшее значение. Духовный поиск привёл Хильму к изучению различных философских и религиозных направлений, она интересовалась теософскими идеями Елены Блаватской и розенкрейцерством, философией Христиана Розенкрейца.
Во время обучения в академии, Хильма познакомилась с Анной Кассель, первой из четырёх женщин, с которыми она позднее организовала группу «Пять» (De Fem) — содружество художниц, разделяющих её духовные идеи. С 1896 по 1906 год они встречались каждую пятницу, читали и изучали Новый Завет, проводили медитации и спиритические сеансы, а после аккуратно записывали получаемые «послания». С Хильмой и её единомышленницами, согласно её записям, вступали в контакт духи Грегор, Клемент, Амалиель и Ананда, а также целая группа их представителей и помощников. Хильма писала, что получила послание от духовного существа, в котором ей объяснили, что она будет создавать картины—медиумы. В конце 1906 года по указаниям своих «духовных руководителей» она создала первую серию абстрактных работ: яркие, многоцветные композиции с геометрическими и орнаментальными мотивами.
В 1908 году она познакомилась с известным австрийским мистиком Рудольфом Штайнером, книги которого она знала. Их встреча произошла в мастерской Хильмы в Стокгольме, там он увидел её первые работы. Штайнер не стал их интерпретировать, и даже заметил, что в ближайшие 50 лет они не будут поняты. Антропософия оказала значимое влияние на творчество шведской художницы. В ее работах стали появляться мотивы, вдохновленные данным учением: изображения раковин, змей, лилий и крестов.
В 1917 году Хильма аф Клинт переехала в новую студию в Мунсе, обустроенную рядом с её дачей «Фурухейм». После смерти матери (1920) Хильма переехала в Хельсинки, где делила квартиру вместе с Томасин Андерсон, медсестрой своей матери, с которой они стали подругами до конца жизни. В 1920—1930 годы они проводили много времени в Дорнахе в Швейцарии, изучая — в поисках смысла картин художницы — архивы Антропософского общества, основанного в 1913 году Рудольфом Штайнером, центром которого является дорнахский Гётеанум.
В 1935 году Хильма с Томасин Андерсон переехали в Люнд. После смерти Томасин в 1940 году, Хильма поселилась у своей кузины Хедвиги аф Клинт на вилле в Юрсхольме около Стокгольма. Попав в 1944 году в автомобильную аварию, Хильма аф Клинт умерла в возрасте почти 82 лет.

## Духовный путь и творчество
Благодаря своему участию и совместной работе с группой «Пять», опирающееся на учение Теософии, в 1896 году Хильма создала экспериментальный «автоматический» рисунок, который привел её к созданию собственного визуального художественного языка, способного к выражению невидимых сил как внутреннего, так и внешнего мира. Когда эта форма выражения стала более привычной и естественной для неё, Хильма получила послание от высшего духовного существа на создание серии картин «Храм». Художница чувствовала, что её руку «направляет» какая-то внешняя сила. В это время она писала в своем дневнике: «Картина была написана прямо „из“ меня, без каких-либо предварительных эскизов и с великой силой. Я не имела никакого понятия, что картина должна была изображать, и тем не менее я работала быстро и уверенно, не меняя ни одного мазка кисти.»
В 1906 году, после 20 лет творчества, в 44 года Хильма аф Клинт написала первую серию абстрактных работ.
Работа над «Храмом» продолжалась между 1906 и 1915 годами в два этапа, с перерывом между 1908 и 1912 годами. Форма визуального выражения стала её художественным языком. Со временем её живопись становилась более независимой и осмысленной, тем не менее духовный источник оставался основным вдохновителем её творчества до конца жизни.
Серию «Храм» представляют 193 картины, которые группируются в отдельные подсерии. Основные работы, относящиеся к 1907 году, имеют очень большой размер приблизительно 2,40×3,20 м, и называются «Десять самых больших». Они изображают разные жизненные циклы от рождения до старости. Заимствуя графические элементы из области науки, а также используя растительные мотивы, аф Клинт пыталась изобразить скрытые духовные процессы. Художественный мир Хильмы аф Клинт полон символов, слов и букв. Картины отражают природную двойственность мира: земное и духовное, внутреннее и внешнее, мужское и женское, доброе и злое. Цветовое решение метафорично: синий отвечает за женскую духовную суть, жёлтый за мужскую, розовый цвет за физическую любовь, а красный за духовную. Картины художницы являются проводниками в другое измерение, где понимание происходит через художественно—духовное осмысление увиденного.
По окончании работы над «Храмом», духовное руководство прекратилось. Хильма продолжила заниматься абстрактной живописью уже без внешнего управления. Она начала использовать акварель, её работы — меньших размеров. Произведения следуют за её эзотерическими и художественными исследованиями, с 1920 года в них можно почувствовать определённое влияние художественных теорий, разработанных Антропософским обществом с центром в Дорнахе.
Всю свою жизнь Хильма аф Клинт стремилась понять таинство контакта, которое пришло к ней через её работы. Она оставила после себя 150 тетрадей с записями своих мыслей и исследований.
Хильма аф Клинт не выставляла свои работы, более 1200 картин и рисунков аккуратно хранилось в её мастерской в ожидании будущего. Все работы были завещаны племяннику Эрику аф Клинт — вице—адмиралу Королевского морского флота Швеции, с условием не выставлять их 20 лет после её смерти. Когда в конце 1960-х годов открывали ящики с картинами, мало кто знал об их сюжетах.
В конце 1970-х работы Хильмы аф Клинт были предложены в дар Музею современного искусства Стокгольма, который отказался от пожертвования. Только благодаря искусствоведу Оке Фанту, искусство Хильмы аф Клинт было представлено в 1980 году международной аудитории; в 1984 году он представил её работы на конференции Нордик в Хельсинки. В США абстрактное искусство Хильмы аф Клинт впервые было представлено на выставке «Духовность в искусстве, Абстрактная живопись 1890—1985», организованной Морисом Тучманом в Лос-Анджелесе в 1986 году. Эта выставка стала началом международного признания её искусства.
В 2017 году шведская писательница Анна Ларссон написала роман о художнице Hilma — en roman om gåtan Hilma af Klint.

## Галерея
- Группа I/WU. Первобытный хаос №2, 1906
- Группа VI, №13. Эволюция, 1908
- Древо познаний №1, 1913-1915
- Древо познаний №2, 1913-1915
- Группа Х, №1. Алтарь, 1915
- Группа Х, №2. Алтарь, 1915
- Группа IX/UW, №25. Голубь №1, 1915
- Группа IX/SUW. Лебедь №1, 1915
- Группа IX/SUW. Лебедь №7, 1915
- Группа IX/SUW. Лебедь №12, 1915
- Группа IX/SUW. Лебедь №16, 1915
- Группа IX/SUW. Лебедь №18, 1915

## Прошедшие выставки
- The Spiritual in Art: Abstract Painting 1890—1985, Los Angeles County Museum of Art, Los Angeles 1986. Travelling exhibition : Museum of Contemporary Art, Chicago1987 ; Gemeentemuseum Den Haag, Netherlands 1987
- Hilma af Klints hemliga bilder, Nordic Art Association, Sveaborg Helsinki Finland 1988—1989
- Ockult målarinna och abstrakt pionjär, Moderna museet 1989—1991. Travelling exhibition : Göteborgs Konsthall ; Lunds Konsthall ; Fyns Kunstmuseum
- Okkultismus und abstraction, Die Malerin Hilma af Klint, Albertina, Wien 1991—1992. Travelling exhibition : Kunsthaus Graz, Austria ; Modern Museum of Passau, Germany
- Målningarna till templet (The paintings to the Temple), Liljevalchs konsthall, Stockholm 1999—2000
- 3 x Abstraction: New Methods of Drawing, The Drawing Center, New York; Santa Monica Museum of Art; Irish Museum of Modern Art, Dublin, 2005—2006
- An Atom in the Universe, Camden Arts Centre, 2006
- The Alpine Cathedral and The City-Crown, Josiah McElheny. Moderna Muséet, Stockholm, Sweden. Dec. 1 2007 — March 31, 2008 (represented by 14 paintings)
- The Message. The Medium as artist — Das Medium als Künstler Museum in Bochum, Germany. February 16 — April 13, 2008 (represented by 4 paintings)
- Traces du Sacré Centre Pompidou, Paris. May 7 — August 11, 2008. (represented by 7 paintings)
- Hilma af Klint — Une modernité rélévée Centre Culturel Suédois, Paris. April — August 2008 (represented by 59 paintings)
- Traces du Sacré Haus der Kunst, Munich. September 18, 2008 — January 11, 2009
- De geheime schilderijen van Hilma af Klint, Museum voor Moderne Kunst, Arnhem. March 7, 2010 — May 30, 2010
- Beyond Colour, See! Colour! — Four exhibitions at the Cultural Center in Järna, South of Stockholm . James Turrell, Rudolf Steiner, May 14 — Oktober 2, 2011
- Hilma af Klint — a Pioneer of Abstraction was produced by and showed at Moderna Museet in Stockholm Sweden from February 16 until May 26, 2013, before touring to Hamburger Bahnhof — Museum für Gegenwart in Berlin from June 15 to October 6; Museo Picasso Málaga from October 21, 2013 to February 9, 2014; Louisiana Museum of Modern Art, Humblebaek Copenhaguen Denmark 2014; Henie Onstad Kunstsenter, Oslo Norway 2015 ; Kumu, Tallinn Estonia 2015
- Works by af Klint was exhibited at the Central Pavilion of the 55th Venice Biennial. June 1 — November 24, 2013.
- Painting the Unseen, Serpentine Galleries, London. UK March 3 — May 15, 2016
- The Keeper, New Museum of Contemporary Art, New York July 20 — October 02 2016
- Beyond Stars — The Mystical Landscape from Monet to Kandinsky, Musée d'Orsay, Paris. March 14 — June 25, 2017
- Jardin infini. De Giverny à l’Amazonie, Centre Pompidou, Metz. March 18 — August 28, 2017
- L’emozione dei COLORI nell’arte, Galleria civica d’arte moderna e contemporanea GAM of Turin. March 14 — July 23, 2017
- As Above, So Below, Irish Museum of Modern Art, Dublin. April 13 — August 27, 2017